# فؤاد موزوروفيتش
فؤاد موزوروفيتش (Fuad Muzurović) (3 نوفمبر 1945 في بييلو بوليي في الجبل الأسود – )؛ هو لاعب كرة قدم سابق كان يلعب كمدافع.

## وصلات خارجية
- فؤاد موزوروفيتش على موقع اتحاد تركيا (مدرب) (الإنجليزية)
- فؤاد موزوروفيتش على موقع قاعدة بيانات كرة القدم.إي يو (الإنجليزية)
- فؤاد موزوروفيتش على موقع ناشيونال فوتبول تيمز (الإنجليزية)
- فؤاد موزوروفيتش على موقع Soccerway.com (الإنجليزية)
- فؤاد موزوروفيتش على موقع عالم كرة القدم.نت (الإنجليزية)

- J.League Data Site (باليابانية)